# Félix Máriássy
Dans le nom hongrois Máriássy Félix, le nom de famille précède le prénom, mais cet article utilise l’ordre habituel en français Félix Máriássy, où le prénom précède le nom.
Félix Máriássy est un cinéaste hongrois né le 3 juin 1919 à Márkusfalva (aujourd'hui Markušovce en Slovaquie) et décédé le 26 janvier 1975 à Szőny (Hongrie).

## Biographie
Félix Máriássy commence sa carrière cinématographique comme assistant réalisateur et comme monteur (à ce titre, il participe au montage et collabore au scénario de Quelque part en Europe de Géza von Radványi en 1947, et à celui d'Un lopin de terre (Talpalatnyi föld) de Frigyes Bán en 1948).
Il réalise son premier long métrage en 1949 : Sa réussite (Szabóné), histoire, au ton très « réaliste socialiste », d'une ouvrière qui réussit à être admise par ses collègues masculins grâce à ses qualités professionnelles. La première œuvre vraiment réussie demeure Un bock de blonde (Egy pikoló világos), réalisée en 1955 et récompensée au Festival de Karlovy Vary en 1956 par un Grand Prix. Toujours en 1955, Printemps à Budapest illustre avec justesse le roman de Ferenc Karinthy sur la libération de Budapest en 1945. Les films suivants La Légende du faubourg, Contrebandiers et Les Années blanches, réalisés entre 1957 et 1959, le consacreront comme une des figures les plus représentatives de la première génération d'après-guerre participant au renouveau du cinéma magyar, aux côtés de Károly Makk et Zoltán Fábri.
Au cours des années 1960, bien que ses capacités ne soient pas contestées, l'apparition de nouvelles sensibilités dans le cinéma hongrois comme Miklós Jancsó, András Kovács ou István Gaál semble relativiser son apport. Toutefois, avec Imposteurs, son ultime film, Félix Máriássy « montre que son talent n'était qu'en sommeil et que les qualités du cinéaste n'avaient guère changé pour peu que le scénario dans sa structure même fasse appel à elles. » (Jean-Loup Passek, in : Dictionnaire du cinéma, Éditions Larousse).
Il faut noter aussi que Félix Máriássy fut, à l'École supérieure du théâtre et de l'art cinématographique de Budapest, un professeur unanimement respecté. À ce titre, il participa à l'éclosion de la génération suivante des cinéastes hongrois, formée entre 1956 et 1961 et qu'on appela d'ailleurs « promotion Máriássy ». Parmi ceux-ci figurent István Szabó, Ferenc Kardos, Zsolt Kézdi-Kovács…

## Filmographie

### Réalisateur

#### Cinéma
- 1948 : A mi kis tervünk
- 1949 : Sa réussite
- 1950 : Le Mariage de Catherine (Kis Katalin házassága)
- 1951 : Teljes gözzel
- 1954 : Rokonok
- 1954 : Vidám verseny
- 1955 : Printemps à Budapest
- 1955 : Egy pikoló világos
- 1957 : Külvárosi legenda
- 1958 : Contrebandiers
- 1959 : Álmatlan évek
- 1960 : Fapados szerelem
- 1960 : Hosszú az út hazáig
- 1961 : Próbaút
- 1962 : Nedele ve vsední den
- 1964 : Bábolna, 1964
- 1964 : Ezer év
- 1964 : Karambol
- 1964 : Nem az én ügyem
- 1965 : Mersuch és a szamár
- 1966 : Fügefalevél
- 1967 : Ha hívnak...
- 1968 : Kötelék
- 1969 : Imposztorok

#### Courts-métrages
- 1948 : Dunavölgyi népek barátsága
- 1948 : Munkaversennyel gyöz a 3 éves terv
- 1953 : Színes szöttes

#### Télévision

##### Téléfilms
- 1961 : A pékinas lámpása
- 1971 : Angyal a karddal
- 1971 : Áradat
- 1972 : Csak egy kutya
- 1972 : Hazai történetek
- 1974 : Próbafelvétel

### Monteur

#### Cinéma
- 1942 : A tökéletes család
- 1943 : Kalotaszegi Madonna
- 1944 : A gazdátlan asszony
- 1944 : Afrikai völegény
- 1944 : Ez történt Budapesten
- 1944 : Ördöglovas
- 1948 : Quelque part en Europe
- 1948 : Tüz
- 1948 : Un lopin de terre
- 1949 : Díszmagyar
- 1965 : Mersuch és a szamár

### Scénariste

#### Cinéma
- 1948 : Quelque part en Europe
- 1958 : Csempészek
- 1962 : Megszállottak
- 1966 : Fügefalevél
- 1968 : Kötelék